# Swiss Indoors 2007 - Qualificazioni singolare
Le qualificazioni del singolare allo Swiss Indoors 2007 sono state un torneo di tennis preliminare per accedere alla fase finale della manifestazione. I vincitori dell'ultimo turno sono entrati di diritto nel tabellone principale. In caso di ritiro di uno o più giocatori aventi diritto a questi sono subentrati i lucky loser, ossia i giocatori che hanno perso nell'ultimo turno ma che avevano una classifica più alta rispetto agli altri partecipanti che avevano comunque perso nel turno finale.
Le qualificazioni del torneo Swiss Indoors  2007 prevedevano 32 partecipanti di cui 4 sono entrati nel tabellone principale.

## Teste di serie
1. Iván Navarro (primo turno)
2. Roko Karanušić (Qualificato)
3. Andrej Golubev (Qualificato)
4. Jesse Huta Galung (secondo turno)

1. Ivo Klec (ultimo turno)
2. Michał Przysiężny (ultimo turno)
3. Jérôme Haehnel (Qualificato)
4. Michael Lammer (secondo turno)

## Qualificati
1. Julian Reister
2. Roko Karanušić

1. Andrej Golubev
2. Jérôme Haehnel

## Tabellone

### Legenda
| - Q = Qualificato - WC = Wild card - LL = Lucky loser | - ALT = Alternate - SE = Special Exempt - PR = Protected Ranking | - w/o = Walkover - r = Ritirato - d = Squalificato |

### Sezione 1
|  | Primo turno          | Primo turno          | Primo turno          | Primo turno | Primo turno |  |  | Secondo turno  | Secondo turno        | Secondo turno        | Secondo turno     | Secondo turno |   |   | Ultimo turno | Ultimo turno   | Ultimo turno | Ultimo turno | Ultimo turno |  |
|  |                      |                      |                      |             |             |  |  |                |                      |                      |                   |               |   |   |              |                |              |              |              |  |
|  |                      | Julian Reister       | 4                    | 6           | 6           |  |  |                |                      |                      |                   |               |   |   |              |                |              |              |              |  |
|  | 1                    | Iván Navarro         | 6                    | 3           | 4           |  |  | Julian Reister | Julian Reister       | Julian Reister       | 6                 | 6             |   |   |              |                |              |              |              |  |
|  | Dusan Lojda          | Dusan Lojda          | Dusan Lojda          | 6           | 6           |  |  | Dusan Lojda    | Dusan Lojda          | Dusan Lojda          | 3                 | 2             |   |   |              |                |              |              |              |  |
|  | Ibrahim Fetov        | Ibrahim Fetov        | Ibrahim Fetov        | 4           | 0           |  |  |                |                      |                      |                   |               |   |   |              | Julian Reister | 6            | 3            | 6            |  |
|  | Jean-Claude Scherrer | Jean-Claude Scherrer | Jean-Claude Scherrer | 7           | 6           |  |  |                |                      | 6                    | Michał Przysiężny | 3             | 6 | 3 |              |                |              |              |              |  |
|  | Riad Sawas           | Riad Sawas           | Riad Sawas           | 6(1)        | 3           |  |  |                | Jean-Claude Scherrer | Jean-Claude Scherrer | 65                | 3             |   |   |              |                |              |              |              |  |
|  | 6                    | Michał Przysiężny    | Michał Przysiężny    | 6           | 6           |  |  | 6              | Michał Przysiężny    | Michał Przysiężny    | 7                 | 6             |   |   |              |                |              |              |              |  |
|  |                      | Martin Vacek         | Martin Vacek         | 3           | 3           |  |  |                |                      |                      |                   |               |   |   |              |                |              |              |              |  |

### Sezione 2
|  | Primo turno        | Primo turno        | Primo turno       | Primo turno | Primo turno |  |  | Secondo turno | Secondo turno  | Secondo turno  | Secondo turno | Secondo turno |   |   | Ultimo turno | Ultimo turno   | Ultimo turno | Ultimo turno | Ultimo turno |  |
|  |                    |                    |                   |             |             |  |  |               |                |                |               |               |   |   |              |                |              |              |              |  |
|  | 2                  | Roko Karanušić     | Roko Karanušić    | 6           | 6           |  |  |               |                |                |               |               |   |   |              |                |              |              |              |  |
|  |                    | Jim Thomas         | Jim Thomas        | 1           | 4           |  |  | 2             | Roko Karanušić | Roko Karanušić | 6             | 6             |   |   |              |                |              |              |              |  |
|  | Victor Crivoi      | Victor Crivoi      | Victor Crivoi     | 6           | 6           |  |  |               | Victor Crivoi  | Victor Crivoi  | 1             | 2             |   |   |              |                |              |              |              |  |
|  | Bastian Grundler   | Bastian Grundler   | Bastian Grundler  | 2           | 4           |  |  |               |                |                |               |               |   |   | 2            | Roko Karanušić | 6            | 65           | 6            |  |
|  | Mohammed Fetov     | Mohammed Fetov     | 3                 | 6           | 6           |  |  |               |                | 5              | Ivo Klec      | 4             | 7 | 0 |              |                |              |              |              |  |
|  | Slobodan Mavrenski | Slobodan Mavrenski | 6                 | 1           | 1           |  |  |               | Mohammed Fetov | 2              | 7             | 1             |   |   |              |                |              |              |              |  |
|  | 5                  | Ivo Klec           | Ivo Klec          | 6           | 6           |  |  | 5             | Ivo Klec       | 6              | 6             | 6             |   |   |              |                |              |              |              |  |
|  |                    | Frederic Nussbaum  | Frederic Nussbaum | 4           | 3           |  |  |               |                |                |               |               |   |   |              |                |              |              |              |  |

### Sezione 3
|  | Primo turno         | Primo turno         | Primo turno         | Primo turno | Primo turno |  |  | Secondo turno | Secondo turno  | Secondo turno  | Secondo turno | Secondo turno |   |   | Ultimo turno | Ultimo turno   | Ultimo turno   | Ultimo turno | Ultimo turno |  |
|  |                     |                     |                     |             |             |  |  |               |                |                |               |               |   |   |              |                |                |              |              |  |
|  | 3                   | Andrej Golubev      | Andrej Golubev      | 6           | 6           |  |  |               |                |                |               |               |   |   |              |                |                |              |              |  |
|  |                     | Kiantki Thomas      | Kiantki Thomas      | 3           | 4           |  |  | 3             | Andrej Golubev | Andrej Golubev | 6             | 6             |   |   |              |                |                |              |              |  |
|  | George Bastl        | George Bastl        | George Bastl        | 6           | 6           |  |  |               | George Bastl   | George Bastl   | 2             | 4             |   |   |              |                |                |              |              |  |
|  | Roman Valent        | Roman Valent        | Roman Valent        | 1           | 2           |  |  |               |                |                |               |               |   |   | 3            | Andrej Golubev | Andrej Golubev | 6            | 6            |  |
|  | Marko Tkalec        | Marko Tkalec        | Marko Tkalec        | 7           | 6           |  |  |               |                |                | Marko Tkalec  | Marko Tkalec  | 2 | 4 |              |                |                |              |              |  |
|  | Jean-Michel Péquery | Jean-Michel Péquery | Jean-Michel Péquery | 6           | 2           |  |  |               | Marko Tkalec   | 6              | 6             | 6             |   |   |              |                |                |              |              |  |
|  | 8                   | Michael Lammer      | 6                   | 0           | 6           |  |  | 8             | Michael Lammer | 3              | 7             | 4             |   |   |              |                |                |              |              |  |
|  |                     | Yann Marti          | 2                   | 6           | 2           |  |  |               |                |                |               |               |   |   |              |                |                |              |              |  |

### Sezione 4
|  | Primo turno            | Primo turno            | Primo turno            | Primo turno       | Primo turno |  |  | Secondo turno | Secondo turno          | Secondo turno          | Secondo turno  | Secondo turno  |   |   | Ultimo turno | Ultimo turno           | Ultimo turno           | Ultimo turno | Ultimo turno |  |
|  |                        |                        |                        |                   |             |  |  |               |                        |                        |                |                |   |   |              |                        |                        |              |              |  |
|  | 4                      | Jesse Huta Galung      | Jesse Huta Galung      | Jesse Huta Galung | W-O         |  |  |               |                        |                        |                |                |   |   |              |                        |                        |              |              |  |
|  |                        | Marco Chiudinelli      | Marco Chiudinelli      | Marco Chiudinelli |             |  |  | 4             | Jesse Huta Galung      | Jesse Huta Galung      | 64             | 4              |   |   |              |                        |                        |              |              |  |
|  | Jean-Christophe Faurel | Jean-Christophe Faurel | Jean-Christophe Faurel | 6                 | 6           |  |  |               | Jean-Christophe Faurel | Jean-Christophe Faurel | 7              | 6              |   |   |              |                        |                        |              |              |  |
|  | Frank Wintermantel     | Frank Wintermantel     | Frank Wintermantel     | 2                 | 3           |  |  |               |                        |                        |                |                |   |   |              | Jean-Christophe Faurel | Jean-Christophe Faurel | 3            | 1r           |  |
|  | Dustin Brown           | Dustin Brown           | 4                      | 6                 | 7           |  |  |               |                        | 7                      | Jérôme Haehnel | Jérôme Haehnel | 6 | 2 |              |                        |                        |              |              |  |
|  | Fabian Roetschi        | Fabian Roetschi        | 6                      | 4                 | 5           |  |  |               | Dustin Brown           | Dustin Brown           | 0              | 0              |   |   |              |                        |                        |              |              |  |
|  | 7                      | Jérôme Haehnel         | Jérôme Haehnel         | 6                 | 6           |  |  | 7             | Jérôme Haehnel         | Jérôme Haehnel         | 6              | 6              |   |   |              |                        |                        |              |              |  |
|  |                        | Robin Roshardt         | Robin Roshardt         | 4                 | 4           |  |  |               |                        |                        |                |                |   |   |              |                        |                        |              |              |  |